# 幻影貓 (未確認動物)
幻影猫（英语：Phantom cat），又名外来大型猫科动物（英语：Alien Big Cats ，缩写：ABCs），是指美洲狮、美洲豹与豹等大型猫科被目击于分布范围以外地区。目前加拿大、英国、澳大利亚、西班牙、爱尔兰、新西兰、芬兰、丹麦、美國東部、夏威夷、意大利等国家皆有幻影猫出没的目击报告。

## 澳大利亚
蓝山豹
蓝山豹（英语：Blue Mountains panther）是澳大利亚新南威尔士州西部，蓝山地区的一种大型神秘猫科动物。自2001年—2010年间，已经有超过460起关于蓝山豹的目击。
格兰坪美洲狮
格兰坪美洲狮（英语：Grampians puma）是一种出没于格蘭坪國家公園的大型神秘猫科动物，目击者多将其描述为类似美洲狮的大猫。关于格兰坪美洲狮有理论认为是第二次世界大战期间美国陆军饲养的5只美洲狮与黑豹。2012年，澳大利亚政府调查了格兰坪美洲狮的目击报告，研究结论为维多利亚州有大型猫科动物生存的可能性极低。
吉普斯兰幻影猫
吉普斯兰幻影猫（英语：Gippsland phantom cat）是出没于澳大利亚维多利亚州，吉普斯兰地区的一种大型神秘猫科动物，在20世纪30年代曾被广泛目击。有理论认为吉普斯兰幻影猫源自于第二次世界大战美国士兵饲养的美洲狮，在战争结束后，美国士兵将美洲狮释放于澳大利亚的丛林。
坦塔努拉虎
坦塔努拉虎（英语：Tantanoola Tiger）是一种出没于南澳大利亚州坦塔努拉的大型神秘猫科动物。1895年8月25日，目击者托马斯·约翰·多诺文（Thomas John Donovan）射杀了一只坦塔努拉虎，鉴定结果表明这是一只阿拉伯狼。1905年，这只坦塔努拉虎被以标本的形式被放置于坦塔努拉虎酒店（Tantanoola Tiger Hotel）。
阳光海岸大猫
阳光海岸大猫（英语：Sunshine Coast big cats）的目击始于19世纪，许多目击者表示在昆士兰州阳光海岸看见了疑似豹的大型猫科动物，怀疑论者认为阳光海岸大猫可能只是走失的宠物猫。

## 卢森堡
2009年，卢森堡巴沙拉日（Bascharage）工业区Bommelscheuer出现一只黑豹，但警方赶到时，黑豹已经离开。之后的几天，卢森堡各地出现有关黑豹的目击报告。有人认为黑豹是Amnéville动物园的逃脱动物，但动物园管理者Michel Louis否认有豹逃脱的情况。在Bommelscheuer的目击事件几天后，有人提到警方虽未找到黑豹，但发现了一只很大的家猫。

## 新西兰
自20世纪90年代以来，新西兰的北岛与南岛便陆续有神秘大猫的目击报告。另有一些未经证实的消息称，在阿什伯顿（Ashburton）与南阿爾卑斯山脈附近的丘陵地区有黑豹出没，2003年，新西兰农业部对这一地区进行搜索，但未发现黑豹出没的确凿证据。

## 英国
萨里幻影猫
萨里幻影猫（英语：Surrey Puma，又译萨里美洲狮），是一种据传生存于英国英格兰薩里郡与漢普郡一带的大型神秘猫科生物。退休生物学家Nigel Brierly经过数年调查后认为，萨里幻影猫可能为多种不同的生物，比如美洲狮、山猫以及黑豹。
加洛韦幻影猫
加洛韦幻影猫（英语：Galloway Puma，又译加洛韦美洲狮），是一种出没于英国蘇格蘭鄧弗里斯-加洛韋地区的大型神秘猫科生物。在目击者描述中，加洛韦幻影猫的体型与德国牧羊犬以及拉布拉多犬相当。
费斯克顿幻影猫
费斯克顿幻影猫（英语：Fiskerton Phantom）是一种据传生存于英国林肯郡费斯克顿（Fiskerton）的大型神秘生物。 1997年8月，4名女孩在费斯克顿一处村庄附近目击一只约4英尺（1.2米）高、有着巨大牙齿和爪子的生物。目前一种理论认为费斯克顿幻影猫可能是一只熊或巨大的猫科动物，在8月份的目击报告之前，目击地点一带曾有零散的关于疑似豹出没的目击报告。
博德明怪兽
博德明怪兽（英语：Beast of Bodmin，康沃尔语：Best Goon Brenn）是一种据传生存于英国的神秘猫科生物。通常被描述为3~5英尺（0.9米~1.5米）长的黑色大猫。
里贝尔怪兽
里贝尔怪兽（英语：Beast of Riber）是指一只出没于英国英格兰德比郡马特洛克里贝尔（Riber）的神秘大猫。有理论认为里贝尔怪兽是从里贝尔城堡（Riber Castle）動物園逃脱的动物。另一种可能则是因1976年的“危险野生动物法”（Dangerous Wild Animals Act）而被饲主遗弃的大型猫科动物。
贝文顿怪兽
贝文顿怪兽（英文：Beast of Bevendean）是指2008年起出没于英国英格兰布赖顿-霍夫的幻影猫，据目击者表示，这是一只体型比狗大、黑色的神秘大猫。英国大猫协会（British Big Cats Society）在调查后认为贝文顿怪兽可能是黑豹。据媒体报道，自贝文顿怪兽开始目击2个月以来，目击地点附近的兔子的遗骸数量开始增加，而警方亦向民众警告，提醒前往森林的民众注意安全并看管宠物。

## 美国

### 加利福尼亚州
加利福尼亚州全境都有关于神秘“黑豹”的目击报告，在康特拉科斯塔县的魔鬼山（Mount Diablo）一带目击频率较其它地区更高。

### 伊利诺州
在20世纪，伊利诺州出现了大量类似”黑豹“的动物目击与袭击人畜事件。伊利诺伊州自然资源部官员认为，尽管存在大量目击报告，但没有证据表明伊利诺州有美洲狮或豹生存。IDNR的发言人Tim Schweizer在接受采访时表示，如果伊利诺州有美洲狮，那一定是逃脱动物或者故意释放。东部美洲狮研究网络（The Eastern Puma Research Network）的约翰·鲁茨（John Lutz）认为，一部分目击者看见的大猫的可能源逃脱动物，但并非全部。

### 特拉华州
自20世纪90年代起，特拉华州便开始出现有关美洲狮的目击报告，鱼类及野生动物管理局认为特拉华州可能有两只或以上的美洲狮生存。

### 北卡罗来纳州
在北卡罗来纳州，有许多人宣称他们曾目击过黑豹与美洲狮，但没有确认证据证实这些目击。有理论认为在北卡罗来纳州的目击可能是山猫误认，在很罕见的情况下，山猫也会患有黑化症。

### 夏威夷
在2002年，夏威夷茂宜島曾出现一系列有关大猫的目击，茂宜岛居民Glenn Coryell表示有关大猫的传闻已经流传约15年左右（2003年新闻），但他不相信所谓的大猫真实存在。而亚利桑那州的猫科动物专家认为，根据照片分析，茂宜岛的确存在大型猫科动物。另有两名亚利桑那州的专家设置了红外摄像机，政府官员则设置了陷阱并对疑似大猫的皮毛进行DNA分析，但并未有进展。

### 阿拉斯加洲
阿拉斯加虎
阿拉斯加虎（英文：Alaskan Tiger）亦称“白色死神”（White Death）是一种出没于美国阿拉斯加州帕克森 (阿拉斯加州)附近沼泽地区的神秘动物。据记载，阿拉斯加虎长约9英尺（2.74米）、肩高5-6英尺（1.5-1.8米），在很多年前就有目击，但由于沼泽的阻碍，因此很少有目击者。有研究者提出阿拉斯加虎可能是游荡至阿拉斯加的西伯利亚虎。

## 丹麦
菲英岛野兽
菲英岛野兽（英语：Beast of Funen）是指1995年5月13日起在丹麦菲英島出现的一系列有关美洲狮与猞猁目击。5月20日时，《菲英岛先驱论坛报》（Fyens Stiftstidende ）宣传他们已经找到了“狮子”，那是一只丹麦布罗荷马獒。在更晚一些时，又有目击报告传来，根据目击者的描述，菲英岛野兽被确认是一只猞猁。
日德兰
1982年，日德兰南部出现神秘大猫出没的传闻，森林主管尼尔斯·汤姆森（Niels L. Thomsen）认为神秘生物在Toftlund附近的森林中。1982年7月，38岁的韦·桑德（Uwe Sander）经由德国胡苏姆时遭到一只大猫袭击，他认出那是一只美洲狮。在袭击事件发生后，警方进行了一次搜捕，但没有找到伤人的美洲狮。

## 芬兰
1992年6月—8月，芬兰-俄罗斯边境附近的魯奧科拉赫蒂接连出现有关狮子的目击报告。生物学家与边防卫队曾试图捕获这只狮子，但并未成功。一个理论认为，狮子可能是来自俄罗斯境内，当时有一场火车事故，一部分马戏团动物就此逃脱。

## 荷兰
维尼（英语：Winnie）是指2005年荷兰费吕沃地区出现的黑色大猫。2005年9月21日，生物学家格里特·詹森（Gerrit Jansen）对野生动物摄影师Otto Faulhaber拍摄的照片进行分析后认为，维尼并非是美洲狮，而是一只欧洲野猫与家猫杂交，其体型是家猫的1.5倍。

## 印度
波格是一种出没于印度西高止山脉的大型神秘猫科动物，它的名字来自于当地语言，意思是“cat who comes and goes with the mist”，一种理论认为波格是印度花豹。

## 中国
中国的幻影猫大致可划分为两种，其一为不明身份的大型猫科动物，另一种则是华南虎（野外灭绝）与新疆虎（灭绝）于20世纪在栖息地灭绝后继续出现的目击。
过山黄
过山黄，亦称烂草黄，是一种出没于中國神农架与鄂西北一带的神秘生物，在一些地区的方言中，“烂草黄”亦指华南虎。过山黄被描述为一种长3-5米，重约100-500千克，毛皮呈白色或浅黄色，犬齿突出的老虎。有未经证实的传闻称，曾有被猎人杀死的过山黄，但未有标本被保留。师范大学生物系教授刘民壮在著作《中国神农架》中提出过山黄可能是东北虎的亚种，神秘动物学家卡尔·舒克博士认为过山黄可能是与劍齒虎类似的动物。

## 墨西哥
墨西哥皱领猫（英语：Mexican Ruffed Cat）又称纳亚里特皱领猫（Nayarit Ruffed Cat）、皱领猫（Ruffed Cat）是一种出没于墨西哥納亞里特州的幻影貓。1940年，生物学与神秘动物学家伊万·桑德森设法获得两张皱领猫的毛皮，但在伯利兹的一场洪水两张毛皮却被冲走，未能进一步检查。之后桑德森在墨西哥科利馬州市场再度遇见类似的动物毛皮。根据桑德森的记录，皱领猫长7英尺（2.1米）、短尾巴、毛发呈棕色、身体两侧与腿部有波浪形条纹。一些神秘动物学家认为，皱领猫是幸存的劍齒虎，而另一观点则认为是巨型家猫，其它观点还包括：猫科新种、美洲豹或猞猁亚种等。

## 印度尼西亚
苏门答腊金狮（英文：Sumatran Golden Lion）又称苏门答腊狮（英文：Sumatran Lion）或Cigau，是一种出没于蘇門答臘类似狮子的神秘动物。据记载，苏门答腊金狮是一种金黄色皮毛、短尾、体型比老虎略小、颈部有鬃毛的动物，较常目击于Bangko和Mount Kerinci地区一带。神秘动物学家理查德·弗里曼（Richard Freeman）在2003年的实地考察中了解到苏门答腊金狮是一种会主动袭击人类的动物，并记录了一则苏门答腊金狮袭击人类致死的案例。有理论认为，苏门答腊金狮可能是未被记录的猫科动物新种或幸存的史前动物。